# Kalimojosari
Kalimojosari is een bestuurslaag in het regentschap Pekalongan van de provincie Midden-Java, Indonesië. Kalimojosari telt 5149 inwoners (volkstelling 2010).